# جشنواره زیبایی

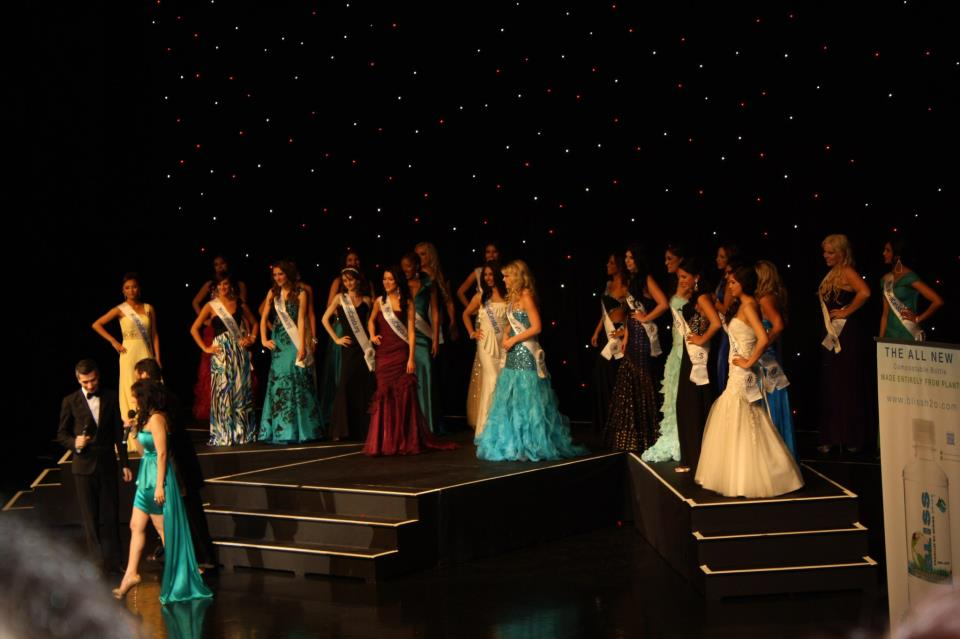
یک جشنواره زیبایی در کانادا (۲۰۱۲)

جشنواره زیبایی (به انگلیسی: Beauty pageant یا Beauty contest) به مسابقاتی گفته می‌شود که بر پایه زیبایی فیزیکی شرکت‌کنندگان به آنها امتیاز داده می‌شود و بیشترین امتیازآور، برنده و ملکه زیبایی خوانده می‌شود، اگر چه به عواملی مانند هوش و استعداد نیز امتیاز داده می‌شود. در مسابقه زیبایی مردان، پرورش اندام اهمیت پیدا می‌کند.

## نقدها
منتقدان می‌گویند که اینگونه مسابقات به جامعه این پیام را می‌دهند که زنان باید بر پایه ظاهر بدنی خود مورد قضاوت قرار گیرند یا انجام رژیم‌های غذایی شرکت کنندگان به آنها آسیب جسمی می‌رساند.